# The Making of a Man
The Making of a Man é um filme mudo norte-americano em curta-metragem, do gênero dramático, dirigido por D. W. Griffith em 1911 e estrelado por Blanche Sweet.

## Elenco
- Dell Henderson
- Blanche Sweet
- Edwin August (não confirmado)
- William J. Butler
- Donald Crisp
- Claire McDowell
- Mabel Normand